# Section capitale Cedeño
Pour les articles homonymes, voir Cedeno.
Section capitale Cedeño (Sección Capital Cedeño, en espagnol) est l'une des six divisions territoriales de la municipalité de Cedeño dans l'État de Bolívar au Venezuela. La législation vénézuélienne accorde le titre de Sección Capital en espagnol, ou « section capitale » en français, à certains des territoires où se situe le chef-lieu de la municipalité plutôt que celui de paroisse civile. Les cinq autres divisions territoriales de la municipalité sont les paroisses civiles d'Altagracia, Ascención Farreras, Guaniamo, La Urbana et Pijiguaos. Sa capitale est Caicara del Orinoco, chef-lieu de la municipalité.

## Géographie

### Démographie
Hormis sa capitale Caicara del Orinoco, également chef-lieu de la municipalité, cette division territoriale et statistique possède plusieurs localités :
- Caicara del Orinoco
- Quebrada del Medio
- Quiribana